# Citeko (Cisarua)
Citeko is een bestuurslaag in het regentschap Bogor van de provincie West-Java, Indonesië. Citeko telt 11.662 inwoners (volkstelling 2010).